# Böde, Zala
Böde  este un sat în districtul Zalaegerszeg, județul Zala, Ungaria, având o populație de 296 de locuitori (2011). 

## Demografie
Componența etnică a satului Böde
     Maghiari (97,71%)
     Romi (2,29%)
Componența confesională a satului Böde
     Fără religie (4,05%)
     Reformați (3,38%)
     Necunoscută (92,57%)
Conform recensământului din 2011, satul Böde avea 296 de locuitori. Din punct de vedere etnic, majoritatea locuitorilor (97,71%) erau maghiari, cu o minoritate de romi (2,29%). Nu există o religie majoritară, locuitorii fiind persoane fără religie (4,05%) și reformați (3,38%). Pentru 92,57% din locuitori nu este cunoscută apartenența confesională.